# Losonczi Kata (színművész)
Losonczi Kata (Győr, 1983. október 30. –) magyar színésznő.

## Életpályája
Színi pályafutását a Győri Nemzeti Színház stúdiósaként kezdte. A Kaposvári Egyetem Művészeti Főiskolai Karának színész szakán 2006-ban végzett. Ezt követően a nyíregyházai Móricz Zsigmond Színház társulatához szerződött. Ekkor Balogh Tibor (Criticai Lapok, Deol) Szinikritikusok díja 2006/2007 legígéretesebb pályakezdőjének jelölte. 2010-től a Pesti Magyar Színház társulatának tagja, majd 2015-től szabadúszó. Ekkortól játszik az Óbudai Társaskör, a Komáromi Jókai Színház darabjaiban is. 2020-tól a Déryné Program társulatának tagja.
Pályafutása során olyan színházi és filmrendezőkkel dolgozott együtt, mint Mohácsi János (I. Erzsébet), Koltai M. Gábor (A kétfejű fenevad), Felméri Cecília (Végtelen percek), Erdélyi Dániel (103).

## Díjai
- 2009/2010 Móricz Zsigmond Színház, Város-Kép Kht. Nívó díja[7]
- 2015 Agárdy-emléklánc[8]

## Színházi szerepei
| \| Szerző \| A darab címe \| Bemutató dátuma \| S z í n h á z \| Játszott szerep \| \| --------------------------------------------------------------------- \| -------------------------- \| --------------- \| ------------------------------------------------- \| ------------------------------------------------------------- \| \| Friedrich Dürrenmatt, Mátyássy Péter \| Sünóriás \| 2009. \| Új Mappa Társulat Városligeti Pántlika Bisztró \| \| \| Jules Verne, Csepregi Gyula, Alfhors Bengt, Kszel Attila \| 80 nap alatt a föld körül \| 2002. \| Győri Nemzeti Színház stúdiósainak vizsgaelőadása \| \| \| Paul Foster \| I. Erzsébet \| 2006. \| Csiky Gergely Színház \| \| \| Tasnádi István \| Rovarok \| 2006. \| Móricz Zsigmond Színház \| Mutáns \| \| Ernst Theodor Amadeus Hoffmann \| Az arany virágcserép \| 2006. \| Móricz Zsigmond Színház \| \| \| Geoffrey Chaucer \| Canterbury mesék \| 2006. \| Móricz Zsigmond Színház \| \| \| Weöres Sándor \| A kétfejű fenevad \| 2006. \| Móricz Zsigmond Színház Krúdy Kamaraszínház \| Lea, Ibrahim lánya; Chernel Evelin \| \| Tasnádi István \| Finito \| 2007. \| Móricz Zsigmond Színház \| Reszlik Hajnalka Myrtill, riporter \| \| Erdős Virág \| Merénylet \| 2007. \| Móricz Zsigmond Színház \| \| \| Henrik Ibsen \| Peer Gynt \| 2007. \| Móricz Zsigmond Színház Krúdy Kamaraszínház \| Ingrid; Pásztorlány 3; Anitra, egy beduin sejk lánya \| \| Gabriel García Márquez, Schwajda György \| Száz év magány \| 2007. \| Móricz Zsigmond Színház \| Amaranta \| \| Pierre Ambroise Choderlos de Laclos, Koltai M. Gábor, Sediánszky Nóra \| Veszedelmes viszonyok \| 2008. \| Móricz Zsigmond Színház Krúdy Kamaraszínház \| Madame Tourvel \| \| Sarkadi Imre, Ivánka Csaba \| Kőműves Kelemen \| 2008. \| Móricz Zsigmond Színház \| Anna \| \| Ödön von Horváth \| Kasimir és Karoline \| 2008. \| Móricz Zsigmond Színház Krúdy Kamaraszínház \| Elli \| \| Molnár Ferenc, Török Sándor, Ungvári Tamás \| A Pál utcai fiúk \| 2009. \| Móricz Zsigmond Színház \| Áts Feri \| \| Heltai Gáspár \| Róka-rege \| 2009. \| Móricz Zsigmond Színház \| \| \| Madách Imre \| Az ember tragédiája \| 2009. \| Móricz Zsigmond Színház \| Mihály főangyal; 2. a népből; Cluvia; Barát; Nemzetőr; Anya \| \| Thornton Wilder \| Hát akkor itt fogunk élni \| 2010. \| Móricz Zsigmond Színház \| \| \| Füst Milán \| A feleségem története \| 2010. \| Pesti Magyar Színház \| Miss Borton \| \| Federico Fellini (filmforgatókönyv), Ennio Flaiano, Tullio Pinelli \| Sweet Charity \| 2010. \| Pesti Magyar Színház \| \| \| Georges Feydeau \| Osztrigás Mici \| 2011. \| Pesti Magyar Színház \| Osztrigás Mici \| \| Berg Judit \| Rumini \| 2011. \| Pesti Magyar Színház \| Csincsili, a ferritkirály lánya \| \| Füst Milán \| Catullus \| 2013. \| Pesti Magyar Színház \| Tertullia \| \| Lázár Ervin, Madák Zsuzsanna \| A kisfiú meg az oroszlánok \| 2012. \| Pesti Magyar Színház \| Kriszta, Peti barátja \| \| Böszörményi Gyula \| Almaszósz \| 2013. \| Pesti Magyar Színház \| Jó Rubinola, Hófehérke mérgezett almájának jóságos fele; Anya \| \| Heinrich von Kleist, Tasnádi István \| Közellenség \| 2013. \| Pesti Magyar Színház \| Kanca \| \| Jeney Zoltán \| Rév Fülöp \| 2014. \| Pesti Magyar Színház \| Akarattya \| \| Egressy Zoltán \| Halál Hotel \| 2015. \| Óbudai Társaskör \| Végh \| \| Tauno Yliruusi, Erdeős Anna \| Börtönkarrier \| 2015. \| Komáromi Jókai Színház \| Grace, doktornő \| \| Michael Frayn, Hamvai Kornél \| Függöny fel! \| 2016. \| Komáromi Jókai Színház \| Belinda Blair (Flavia Brent) \| \| Shakespeare \| Rómeó és Júlia \| 2017. \| Komáromi Jókai Színház \| Lady Capulet[10] \| \| \| \| \| \| \| |                            |                 |                                                   |                                                               |
| Szerző | A darab címe               | Bemutató dátuma | S z í n h á z                                     | Játszott szerep                                               |
| Friedrich Dürrenmatt, Mátyássy Péter | Sünóriás                   | 2009.           | Új Mappa Társulat Városligeti Pántlika Bisztró    |                                                               |
| Jules Verne, Csepregi Gyula, Alfhors Bengt, Kszel Attila | 80 nap alatt a föld körül  | 2002.           | Győri Nemzeti Színház stúdiósainak vizsgaelőadása |                                                               |
| Paul Foster | I. Erzsébet                | 2006.           | Csiky Gergely Színház                             |                                                               |
| Tasnádi István | Rovarok                    | 2006.           | Móricz Zsigmond Színház                           | Mutáns                                                        |
| Ernst Theodor Amadeus Hoffmann | Az arany virágcserép       | 2006.           | Móricz Zsigmond Színház                           |                                                               |
| Geoffrey Chaucer | Canterbury mesék           | 2006.           | Móricz Zsigmond Színház                           |                                                               |
| Weöres Sándor | A kétfejű fenevad          | 2006.           | Móricz Zsigmond Színház Krúdy Kamaraszínház       | Lea, Ibrahim lánya; Chernel Evelin                            |
| Tasnádi István | Finito                     | 2007.           | Móricz Zsigmond Színház                           | Reszlik Hajnalka Myrtill, riporter                            |
| Erdős Virág | Merénylet                  | 2007.           | Móricz Zsigmond Színház                           |                                                               |
| Henrik Ibsen | Peer Gynt                  | 2007.           | Móricz Zsigmond Színház Krúdy Kamaraszínház       | Ingrid; Pásztorlány 3; Anitra, egy beduin sejk lánya          |
| Gabriel García Márquez, Schwajda György | Száz év magány             | 2007.           | Móricz Zsigmond Színház                           | Amaranta                                                      |
| Pierre Ambroise Choderlos de Laclos, Koltai M. Gábor, Sediánszky Nóra | Veszedelmes viszonyok      | 2008.           | Móricz Zsigmond Színház Krúdy Kamaraszínház       | Madame Tourvel                                                |
| Sarkadi Imre, Ivánka Csaba | Kőműves Kelemen            | 2008.           | Móricz Zsigmond Színház                           | Anna                                                          |
| Ödön von Horváth | Kasimir és Karoline        | 2008.           | Móricz Zsigmond Színház Krúdy Kamaraszínház       | Elli                                                          |
| Molnár Ferenc, Török Sándor, Ungvári Tamás | A Pál utcai fiúk           | 2009.           | Móricz Zsigmond Színház                           | Áts Feri                                                      |
| Heltai Gáspár | Róka-rege                  | 2009.           | Móricz Zsigmond Színház                           |                                                               |
| Madách Imre | Az ember tragédiája        | 2009.           | Móricz Zsigmond Színház                           | Mihály főangyal; 2. a népből; Cluvia; Barát; Nemzetőr; Anya   |
| Thornton Wilder | Hát akkor itt fogunk élni  | 2010.           | Móricz Zsigmond Színház                           |                                                               |
| Füst Milán | A feleségem története      | 2010.           | Pesti Magyar Színház                              | Miss Borton                                                   |
| Federico Fellini (filmforgatókönyv), Ennio Flaiano, Tullio Pinelli | Sweet Charity              | 2010.           | Pesti Magyar Színház                              |                                                               |
| Georges Feydeau | Osztrigás Mici             | 2011.           | Pesti Magyar Színház                              | Osztrigás Mici                                                |
| Berg Judit | Rumini                     | 2011.           | Pesti Magyar Színház                              | Csincsili, a ferritkirály lánya                               |
| Füst Milán | Catullus                   | 2013.           | Pesti Magyar Színház                              | Tertullia                                                     |
| Lázár Ervin, Madák Zsuzsanna | A kisfiú meg az oroszlánok | 2012.           | Pesti Magyar Színház                              | Kriszta, Peti barátja                                         |
| Böszörményi Gyula | Almaszósz                  | 2013.           | Pesti Magyar Színház                              | Jó Rubinola, Hófehérke mérgezett almájának jóságos fele; Anya |
| Heinrich von Kleist, Tasnádi István | Közellenség                | 2013.           | Pesti Magyar Színház                              | Kanca                                                         |
| Jeney Zoltán | Rév Fülöp                  | 2014.           | Pesti Magyar Színház                              | Akarattya                                                     |
| Egressy Zoltán | Halál Hotel                | 2015.           | Óbudai Társaskör                                  | Végh                                                          |
| Tauno Yliruusi, Erdeős Anna | Börtönkarrier              | 2015.           | Komáromi Jókai Színház                            | Grace, doktornő                                               |
| Michael Frayn, Hamvai Kornél | Függöny fel!               | 2016.           | Komáromi Jókai Színház                            | Belinda Blair (Flavia Brent)                                  |
| Shakespeare | Rómeó és Júlia             | 2017.           | Komáromi Jókai Színház                            | Lady Capulet                                                  |
| |                            |                 |                                                   |                                                               |

A Színházi Adattárban nem szereplő szerepei
- Vörösmarty Mihály Csongor és Tünde című színműve alapján Sediánszky Nóra, Farkas Dénes, Szabó Tamás: tunde@csongor.hu - Tünde egynyári celeb énje (szerepkettőzés, nyíregyházi Móricz Zsigmond Színház, 2009)[11][12]

- Ahogy esik, úgy puffan (Komáromi Jókai Színház, impró est)[13]
- Heltai Jenő: Naftalin - Patkány Etus (szerepkettőzés, Komáromi Jókai Színház, 2017)[14][15]
- Pataki Éva: Edith és Marlene - Momone, Piaf féltestvére (Komáromi Jókai Színház, 2018)[16]
- Molnár Ferenc: Az üvegcipő - Viola/Társalkodónő (Bartók Kamaraszínház és Művészetek Háza, 2018)

## Tévés és filmes szerepei

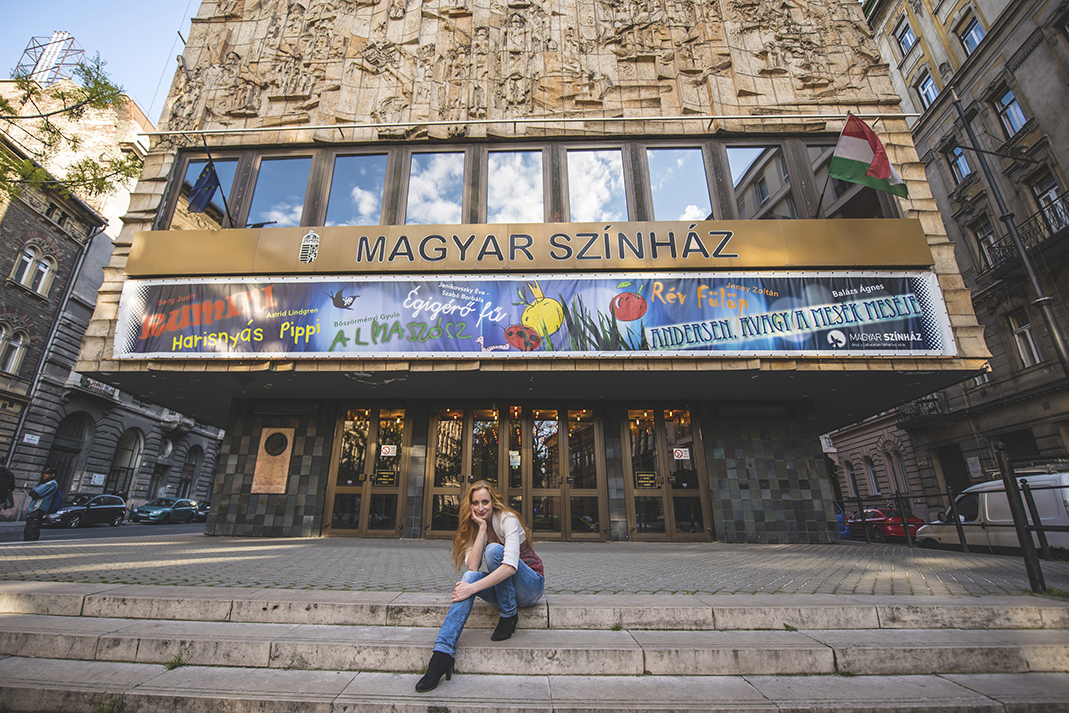
Poroszka Zsolt portréján 2015-ben

- 2010, Az élet megy tovább (kisjátékfilm) - nővér
- 2011, Végtelen percek (rövidfilm) -
- 2012, 103 szerda (rövidfilm) -
- 2012, Az Utolsó Hívás (websorozat) -
- 2014, Fapad (tévésorozat, epizód: Mikulásjárat) - Pocmanó anyuka
- 2015, Munkaügyek (tévésorozat) – ügyfél
- 2015, Liza, a rókatündér (nagyjátékfilm) - Timi
- 2016, Neandertaler (német[17] mini-tévésorozat, epizód) - Marie Lübcke
- 2017, PlayIT Ház (YouTube „reality” műsor) - műsorvezető[18]
- 2017, PlayIT Ház 2.0 (YouTube „reality” műsor) - műsorvezető[19]
- 2018, Hello Hungary Village: VOLT, Strand fesztivál (YouTube „reality” műsor) - műsorvezető[20]
- 2018, 200 első randi (tévésorozat) - Koller Blanka[21]
- 2019, A Tanár (tévésorozat) - szociális munkás
- 2021, Doktor Balaton (tévésorozat) - ingatlanos
- 2021, A mi kis falunk (tévésorozat) - szobatársnő
- 2022, Hotel Margaret (tévésorozat) - Draskóczi Dóra
- 2023, Ki vagy te (tévésorozat) - Kolos anyja